# Apaca Point
Apaca Point är en udde i Guam (USA).   Den ligger i kommunen Santa Rita, i den sydvästra delen av Guam, 12 km sydväst om huvudstaden Hagåtña.